# Enzo Sacchi
Enzo Sacchi, född 6 januari 1926 i Florens, död 12 juli 1988 i Florens, var en italiensk tävlingscyklist.
Sacchi blev olympisk guldmedaljör i sprint vid sommarspelen 1952 i Helsingfors.